# Іванова Наталя Георгіївна
Наталя Георгіївна Іванова (нар. 1971) — відома вчена у галузі психології. Доктор психологічних наук, професор. Академік АН вищої школи України з 2022 року за науковим відділенням психології, педагогіки та міждисциплінарних проблеми розвитку людини.

## Біографія
Народилась 20.10.1971 року в с. Бехтери Голопристанського району Херсонської області. Закінчила Херсонський державний педагогічний інститут (1993, математика). Навчалась в аспірантурі (2000-2003) та докторантурі (2010-2011). Кандидатську дисертацію захистила у 2003 році (спецтема), докторську у 2011 (спецтема). З 1993 по 1996 працювала у Каланчацькій середній школі №1 вчителем математики, з 1996 по 1999 - вчителем математики, інформатики та обчислювальної техніки середньої школи №85 міста Києва, з 1999 по т.ч. - військова служба в Національній Академії СБУ. У 1999 році отримала вчене звання доцента кафедри професійної педагогіки та методики виховної роботи в системі СБУ, в 2016 - звання професора зі спеціальності 21.07.03 «Кадри органів та військ державної безпеки». 
Основні напрями наукових досліджень: психологія діяльності в особливих умовах, психологічне забезпечення державної безпеки, стратегічних комунікацій. 
Опублікувала понад 200 наукових і науково-методичних праць, серед них: 8 монографій, 1 підручник, 12 навчальних та 16 практичних посібників, 87 статей у фахових вітчизняних та міжнародних виданнях. 
Основні прочитані курси: «Психологія мотивації», «Психологія професійної діяльності для аспірантів». Підручник «Основи професійної педагогіки». Підготувала 8 кандидатів наук. 
Член редколегій «Збірника наукових праць Національної академії СБУ» та «Наукового вісника Національної академії СБУ». Член спеціалізованих вчених рад Національної академії СБУ (2012-2021) та Державного торговельно-економічного університету (2015-2020). 
Нагороджена Грамотою Верховної Ради України за заслуги перед Українським народом (2017), отримала звання «Заслужений діяч науки і техніки України» (2020).